# BALDR BRINGER
『BALDR BRINGER』（バルドブリンガー）は、戯画より2017年10月27日に発売されたアダルトゲーム。
戯画のTEAM BALDRHEADによって製作されているBALDRシリーズの一つであり、シリーズの最終章。
2018年5月25日にはアペンドデータコンテンツの『BALDR BRINGER EXTEND CODE』（バルドブリンガー エクステンドコード）が発売された。
また、2018年のコミックマーケット94でヒロインの一人である姫絹花のその後を描いた『BALDR BRINGER 絹花アフター』が販売された。

## システム・特色
本作は仮想空間VERTEX内の各エリアに存在する管理体を倒していきながら世界の謎に挑む内容となっている。
本作のアクションパートのシステムおよび操作方法はこれまでとは異なり、大勢の敵を一掃することが中心となる一方で、根底の世界観は歴代シリーズを踏襲している。敵を倒すほど自機のレベルが上昇するほか、敵が落とす武器を使って強化することもできる。また、ボスキャラクターである管理体を撃破すると、その管理体から武器を得ることが出来る。
さらに、あるイベントをクリアすると、人間としての通常電子体を得ることが出来、これにより各ヒロインとのHシーンが解放される。
フィールドに隠されている10個の謎の端末を集めると真のエンディングに挑めるようになる。
本作ではBALDRシリーズの過去作品から以下のような改変がなされている。
- 「コンボ」の概念が廃止され、ハックアンドスラッシュ要素が強調された。
- 兵装の強化は「育成」から「敵ドロップによる強化」へとシフトした。
- 兵装はメイン・サブ・近接の1つのみを使用するようになった。

『BALDR BRINGER EXTEND CODE』は、奈落と呼ばれるエリアを探検し続けるやりこみ要素が含まれている。

## ストーリー

### BALDR BRINGER
プロローグ
エリスは仮想空間・VERTEXの管理者としての権限を奪われる。戦闘用電子体プログラムを起動しようとした彼女のもとに、ウイルスの群れが押し寄せる。万事休すかと思ったそのとき、戦闘用電子体プログラムがエリスに声をかけ、敵を一掃する。
窮地を救われたエリスは、戦闘用電子体プログラムに不二（ヒュージ）と名付けて受け入れる。

### BALDR BRINGER EXTEND CODE
ある日、不二達は、"VERTEX ORDER4"を名乗る少女フリスチーナからの救難信号を受信する。一行は情報を吸収し続ける仮想空間"奈落"に向かい、異常の原因を調べる。

## 世界観・用語
VERTEX
様々な世界で構築された仮想空間。

## 登場キャラクター

### 主人公
不二（フジ）
声 - 結己裕麻
本作の主人公で、エリスが生み出した戦闘用電子体（シュミクラム）である。
正式名称は「Dusk Bringer Sower of Huge」。
当初はシュミクラムとしての身体しか有していなかったが、のちに人間としての通常電子体を得、エリスや管理体たちと愛を交わす。

### ヒロイン
エリス
声 - 澤田なつ
イラスト - 菊池政治
身長：162cm、3サイズ：B85/W58/H86
VERTEXの元管理者で、不二の開発者兼ナビゲーター。生まれたばかりで精神的に幼い不二の挙動に対して、一喜一憂している。
キャロル・シェーヌ
声 - 秋野花
イラスト - 蔓木鋼音
身長：153cm、3サイズ：B76/W55/H82
レヴィア平原エリアの管理体。特級プログラマー・ウィザードを自称する。気ままな性格で、管理体としての職務に対する関心が薄い。その一方で、想定外の自体には弱い。
十彩・デ・ヴィータ（トイロ・デ・ヴィータ）
声 - 花園めい
イラスト - もとみやみつき
身長：157cm、3サイズ：B82/W52/H81
カーヌス街区エリアの管理体。学園生であると同時に軍属でもある。当初、エリア02に現れた不二を異分子として排除する姿勢を見せていたが、降参後は、彼を上官と認め、付き従う。
エルミ・エコー
声 - 羽みやうらら
イラスト - きのこむし
身長：157cm、3サイズ：B87/W56/H85
中継界エリアSASエリアの管理体。明るい性格をしている一方で、つかみ所が無い。プログラマーであると同時にマッドサイエンティストでもあり、不二の性的な反応に興味を示している。
星川 ひさめ（ホシカワ ひさめ）
声 - 桜乃ひよ
イラスト - アルデヒド
身長：158cm、3サイズ：B86/W60/H87
アルタール荒野エリアの管理体。けだるげだが、元傭兵という経歴を持っており、頼まれた仕事はきちんとこなす姿勢をとっている。不二に敗れた後は、彼との距離を縮めることを優先しようとする。
姫 絹花（チー・チュェンフォァ）
声 - 橘まお
イラスト - うすめ四郎
身長：165cm、3サイズ：B86/W55/H85
遺棄構造体跡地エリアの管理体。悲観的ながらも粘り強い性格をしている。
イェルド・アピス
声 - 神代岬
イラスト - みやま零
身長：161cm、3サイズ：B91/W56/H86
イレイズ工業地域エリアの管理体。崩壊した仮想空間の探索および敵対する存在との戦闘のために生み出されたNPC。好戦的な性格をしている一方、自らより強い相手には認める一面もある。
バルトロメウス・ベルゲングリューン
声 - 羽鳥いち
イラスト - 夜ノみつき
身長：152cm、3サイズ：B68/W46/H71
エッジ企業構造体エリアの管理体。特殊部隊に所属する軍人であり、戦闘により肉体を喪失した際、義体の在庫が不足していたため、仕方なく幼女の義体を使ったという経緯を持つ。
イオタ・BT（イオタ・ビーティー）
声 - 和央きりか
イラスト - 緋ノ丘シュウジ
身長：155cm、3サイズ：B88/W54/H84
マウラカ密林地帯エリアの管理体。自分より上位の存在に対しては献身的に接する。
フェリシー・フラヴィニー
声 - 御苑生メイ
イラスト - 石神一威
身長：159cm、3サイズ：B93/W57/H89
中継界エリアFエリアの管理体。非合法の娼館で飼われている娼婦。非常に従属的な性格をしている。
アンネ
声 - 杏子御津
イラスト - あめとゆき
身長：148cm、3サイズ：B85/W48/H83
ラクエウス研究所エリアの管理体。レジスタンスの一員。天真爛漫ながらも、意図すること無く性的な知識を披露する時がある。

### EXTEND CODEのヒロイン
フリスチーナ・コクリー
声 - 白雪碧
イラスト - 緋賀ゆかり
身長：155cm（耳を除く）、3サイズ：B83/W52/H78
"VERTEX ORDER4"を自称する管理体で、チーナという愛称がつけられている。慇懃無礼な性格をしている一方、エリスと不二に対してはやさしく接する他、ダスクのことをおじさまと呼んでいる。頭部からはえている獣耳を含め、謎が多い。
A・キニアン（アリス・キニアン）
声 - 白雪碧
イラスト - 緋賀ゆかり
身長：155cm（耳と角を除く）、3サイズ：B83/W52/H78
チーナとほぼ同一の電子体を持つ少女。奈落の深部へ向かったまま消息を絶っている。

### 敵
ダスク
エリスからVERTEXの管理権限を奪った敵。不二（シュミクラム）と似たような存在。

## スタッフ
- 企画：戯画 TEAM BALDRHEAD
- シナリオ - 科、企画屋
- 原画 - あめとゆき、アルデヒド、石神一威、うすめ四郎、菊池政治、きのこむし、蔓木鋼音、緋ノ丘シュウジ、みやま零、もとみやみつき、夜ノみつき/緋賀ゆかり（EXTEND CODE）

## 主題歌
オープニングテーマ「real-Reality」
作詞・歌 - KOTOKO / 作曲・編曲 - C.G mix
エンディングテーマ「Dive into the gate」
作詞・歌 - RINA / 作曲・編曲 - 高瀬一矢
挿入歌「Grace Blaze」
作詞・作曲・歌 - 逢瀬アキラ / 編曲 - 藤神“Kyo-ya”敬也

## サウンドトラック
BALDR BRINGER オリジナルサウンドトラック「Fetal Movement」
初回版にはオリジナルサウンドトラック「Fetal Movement」が特典として添付された。オープニングテーマ「real-Reality」のショートバージョン、挿入歌「Grace Blaze」のショートバージョン、エンディングテーマ「Dive into the gate」のフルバージョンに加え、作中の全BGMが収録されている。
| #         | タイトル                                     | 作詞       | 作曲       | 時間 |
| --------- | -------------------------------------------- | ---------- | ---------- | ---- |
| 1.        | 「real-Reality (short ver.)」(歌：KOTOKO)    | KOTOKO     | C.G mix    | 2:11 |
| 2.        | 「Creation」                                 |            | 新井健史   | 3:19 |
| 3.        | 「Dream On」                                 |            | 新井健史   | 5:43 |
| 4.        | 「Floating Points」                          |            | 新井健史   | 5:23 |
| 5.        | 「BEYOND」                                   |            | 新井健史   | 2:45 |
| 6.        | 「I.I.I.」                                   |            | 新井健史   | 4:28 |
| 7.        | 「District "Hope"」                          |            | 新井健史   | 3:12 |
| 8.        | 「CHECKMATE!」                               |            | 新井健史   | 4:40 |
| 9.        | 「A Forest of Identification」               |            | 新井健史   | 5:06 |
| 10.       | 「Negative Optimist」                        |            | 新井健史   | 3:01 |
| 11.       | 「Heartless Purge」                          |            | 新井健史   | 3:46 |
| 12.       | 「Grace Blaze (short ver.)」(歌：逢瀬アキラ) | 逢瀬アキラ | 逢瀬アキラ | 2:54 |
| 13.       | 「AWAKE」                                    |            | 新井健史   | 5:20 |
| 14.       | 「Afterimage」                               |            | 新井健史   | 3:16 |
| 15.       | 「You bring the light」                      |            | 新井健史   | 3:46 |
| 16.       | 「Killing Yourself to Live」                 |            | 新井健史   | 5:44 |
| 17.       | 「New Dawn」                                 |            | 新井健史   | 4:03 |
| 18.       | 「Chances are I'll find you somewhere」      |            | 新井健史   | 3:18 |
| 19.       | 「Dive into the gate」(歌：RINA)             | RINA       | 高瀬一矢   | 3:53 |
| 合計時間: | 合計時間:                                    | 合計時間:  | 75:48      |      |

## 反響

### 売り上げ
本作は発売月（2017年10月）の売り上げにおいて、Getchu.comの集計では2位、アダルトゲーム月刊誌『BugBug』の集計では2位、『メガストア』の集計では2位を記録した。発売年（2017年）においては、Getchu.comの集計では22位、『BugBug』の集計では上位20位の圏外であった。

### 人気投票
| 部門名       | Getchu.com | BugBug    | アワード  |
| ------------ | ---------- | --------- | --------- |
| 総合         | 圏外/20位  | 圏外/20位 | 圏外/50位 |
| シナリオ     | 圏外/10位  | 圏外/20位 | 部門なし  |
| グラフィック | 圏外/10位  | 部門なし  | 部門なし  |
| 音楽         | 圏外/10位  | 圏外/20位 | 部門なし  |
| システム     | 3位/10位   | 3位/20位  | 部門なし  |
| ヴォイス     | 部門なし   | 圏外/20位 | 部門なし  |
| ムービー     | 圏外/10位  | 部門なし  | 部門なし  |
| エッチ       | 圏外/10位  | 圏外/20位 | 部門なし  |
| キャラクター | 0人/20位   | 0人/20位  | 部門なし  |

本作は発売月（2017年10月）のユーザー人気投票において、Getchu.comの4位を獲得した。発売年（2017年）の人気投票においては、Getchu.comではシステム部門で3位を獲得し、その他の部門では圏外であった。『BugBug』ではゲーム性部門で3位を獲得し、その他の部門では圏外であった。萌えゲーアワードでは上位50位の圏外であった（表：「2017年の美少女ゲーム人気投票における本作の位置」に一覧を示す。）。

### 批評
『BugBug』2018年1月号に本作のレビューが掲載された。レビュアーは、最終章だからとして纏めに入らず、最終章だからこそ挑戦を続けた制作陣の姿勢を評価した。本作の10人のヒロインにはそれぞれ過去作を彷彿とさせるバックボーンがあり、シリーズを知っていればより楽しめると紹介した上で、「個人的にはぜひ過去作を遊んでから本作をプレイしてほしい」と述べている。